# Shochi Niiyama
Shochi Niiyama (新井山 祥智 Niiyama Shochi?), född 13 april 1985 i Aomori prefektur, är en japansk fotbollsspelare.
Niiyama började sin karriär 2008 i Vanraure Hachinohe.